# Brädikow
Brädikow ist seit dem 26. Oktober 2003 ein Ortsteil der Gemeinde Wiesenaue (vormals Jahnberge), am Rande des Ländchens Friesack gelegen. Zu Brädikow gehört der 1818 als Vorwerk des Bredowschen Rittergutes zu Briesen erbaute Bernhardinenhof.

## Geographie
Der Ort liegt in einer Höhe von 33 m ü. NHN. Es umfasst eine Fläche von 17,34 km² und hat bei 319 Einwohnern (Stand: 31. Dezember 2016) eine Bevölkerungsdichte von 18 Einwohner/km². Der Ort liegt östlich der Bundesstraße 5 an der 1899/1900 erbauten Chaussee Friesack-Vietznitz-Wagenitz und westlich der von 1844 bis 1846 erbauten Bahnlinie Berlin-Hamburg.
Nachbarorte sind:
- Warsow, Ortsteil der Gemeinde Wiesenaue
- Jahnberge, Ortsteil der Gemeinde Wiesenaue
- Paulinenaue
- Wagenitz, Ortsteil der Gemeinde Mühlenberge.

## Ortsname

### Brädikow
Die genaue Herkunft des Ortsnamens lässt sich nicht nachweisen, die unterschiedlichsten Namensbezeichnungen des Ortes sind jedoch bekannt: 1390 Bredekow, 1459 Bredekov, 1495 Bredekaw, 1541 Bredikow, 1718 Brecko, 1775 Bredickow, 1805 Brädikow. Die Ortsbezeichnung Bredeko desolata aus dem Jahre 1413 resultiert wahrscheinlich aus der Existenz zweier Dörfer Ober- und Niederbredekow gemäß einem Beleg aus dem Jahre 1412. Eines dieser Dörfer dürfte sich wohl 1413 in einem desolaten bzw. wüsten Zustand befunden haben und als solches beschrieben worden sein.
Für den Ortsnamen Brädikow gibt es verschiedene Deutungen.
Ob der Ortsname mit derer von Bredow aufgrund der urkundlichen Erwähnung des Hasso von Bredow 1390 als Dorfbesitzer oder einem „Boldewino Bredekow“ in Rathenow urkundlich erwähnt im Jahre 1364 im Zusammenhang steht, lässt sich nicht genau sagen. Wahrscheinlicher ist jedoch der Bezug zu derer von Bredow, die den Ort als dessen Begründer in Anlehnung und Abwandlung zu ihrem eigentlichen Stammsitz in Bredow Bredikow nannten. In der Urkunde von 1390 verkaufte Hasso von Bredow die „Heideberge“ an den Propst. Die „Heideberge“ waren gelegen zwischen „dem Gehölz die Lutzke“, der Furt zu Bredekow und dem Lindenhölze.
Auch die ursprünglich sumpfige Umgebung und zwei Furten von Brädikow ausgehend, eine Furt durch das Luch nach Bellin und eine andere nach Pessin, kann den Ortsnamen geprägt haben. Diese Übergänge die ähnlich angelegt waren wie andere Wattstellen und durch Sümpfe und Flüsse führten, wurde auch als Pradikow (1340 Predikowe) bezeichnet.

### Bernhardinenhof
Der am 27. Januar 1818 fertiggestellte Bernhardinenhof und im Auftrag von Friedrich Phillip Leopold Ferdinand von Bredow (* 4. März 1787, † 2. März 1878) – dem Vater des Mars La Tour-Bredow Adalbert Friedrich Wilhelm von Bredow (* 25. Mai 1814, † 3. März 1890) – als Vorwerk des Bredowschen Rittergutes zu Briesen erbaut, wurde nach dessen Frau Bernhardine Sophie Emilie von Wulffen (* 17. November 1792, † 21. Dezember 1859) benannt. Ein durchaus üblicher Akt im Havelland, siehe Paulinenaue.

## Geschichte
Das genaue Alter und Gründungsjahr von Brädikow ist nicht bekannt, erstmals urkundlich erwähnt wurde es 1390 im Zusammenhang mit dem Verkauf der „Heideberge“ durch Hasso von Bredow an den Propst.
Vom 2. April 1900 bis zum 1. Januar 1924 war Brädikow ein Haltepunkt an der Kreisbahn Rathenow-Senzke-Nauen.

## Kirche

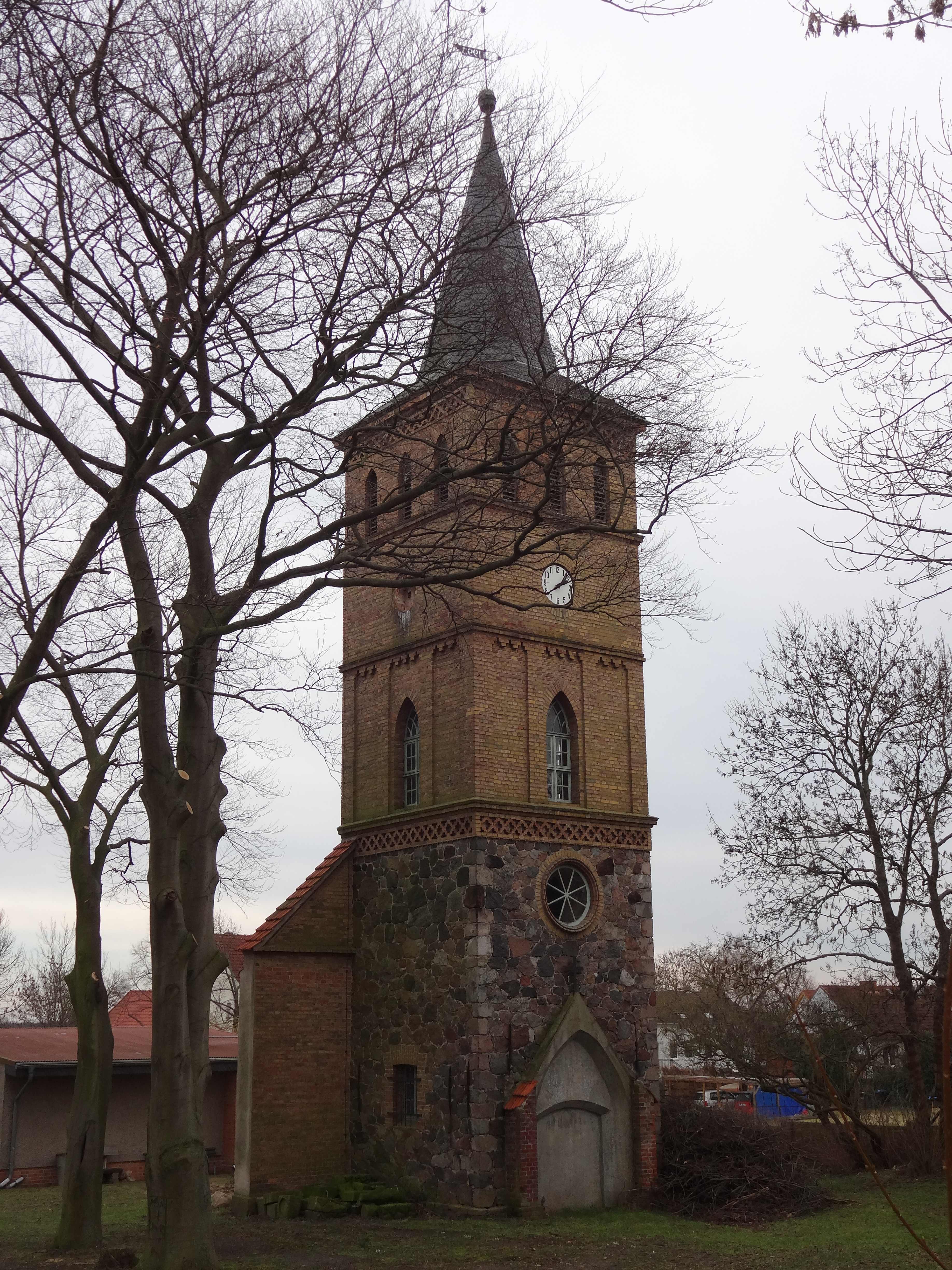
Denkmalgeschützter Kirchturm in Brädikow

Die Brädikower Dorfkirche entstand ursprünglich um die Mitte des 18. Jahrhunderts als schlichte Fachwerkkirche in Saalform mit einem neugotischen Turm von 1868. Im Jahre 1976/77 musste der Saal wegen Baufälligkeit abgerissen werden und der alte Kirchturm blieb stehen. Somit war Brädikow, entgegen vieler Kirchengemeinden die eine Kirche ohne Turm haben, eine Kirchengemeinde mit einem Turm ohne Kirche. Neben dem historischen Kirchturm wurde ein Gemeindesaal errichtet, der nach wie vor für Gottesdienste der evangelischen Kirchengemeinde Havelländisches Luch (mit Sitz in Paulinenaue) genutzt wird. In den Nischen des Turms nisten seit vielen Jahren gefährdete Vogelarten.

### Demografische Entwicklung
Die Einwohnerzahl entwickelte sich wie folgt:
- 1875 – 499 Einwohner
- 1925 – 551 Einwohner
- 1946 – 897 Einwohner
- 1950 – 927 Einwohner
- 1981 – 364 Einwohner
- 1995 – 345 Einwohner
- 1999 – 330 Einwohner
- 2002 – 331 Einwohner

| Männer:                       | Brädikow | Haage | insgesamt: |
| ----------------------------- | -------- | ----- | ---------- |
| von 14 – 55 Jahre             | 225      | 171   | 396        |
| über 55 Jahre                 | 71       | 60    | 131        |
| Frauen:                       | Brädikow | Haage | insgesamt: |
| von 14 – 55 Jahre             | 319      | 214   | 533        |
| über 55 Jahre                 | 92       | 83    | 175        |
| Gesamt                        | 975      | 705   | 1680       |
|                               |          |       |            |
| Davon:                        | Brädikow | Haage | insgesamt: |
| Flüchtlinge jenseits der Oder | 407      | 112   | 519        |
| Reichsdeutsche                | 530      | 408   | 938        |
| Volksdeutsche aus Polen       | 38       | –     | 38         |
| Schweizer                     | –        | 1     | 1          |
| Wolhynier                     | –        | 170   | 170        |
| Rumänien-Deutsche             | –        | 14    | 14         |
| Gesamt                        | 975      | 705   | 1680       |
|                               |          |       |            |

## Kommunikation und Infrastruktur
Brädikow ist im Rahmen des ÖPNV durch die Havelbus-Linie 661 der HVG mit Friesack und Nauen und durch die Havelbus Linie 669 der HVG mit Friesack, Paulinenaue und Nauen verbunden. Die postalische Erreichbarkeit der Brädikower Bürger wird mittels der Postleitzahl 14662 und die telefonische Erreichbarkeit mittels der Vorwahl 033237 sichergestellt.
Brädikow liegt nahe der Bahnstrecke Berlin–Hamburg. Nächste Bahnstation ist Paulinenaue.

## Persönlichkeiten
- Martin Assig, Maler und Käthe-Kollwitz-Preisträger (* 1959 in Schwelm) – lebt und arbeitet sowohl in Berlin als auch in Brädikow